# マガール語
マガール語（マガールご、英: Magar language）は、シナ・チベット語族に属する言語である。マガール族の人々に話されている言語で、主にネパールで話されており、ブータン南部、インドのダージリンやシッキム州でも話されている。

## 分類
マガール語は、以下の２つに分類される。さらにいくつかの方言が存在する。
- 東部マガール語（ISO 639-3: mgp）（方言：Gorkha, Nawalparasi, Tanahu）
- 西部マガール語（ISO 639-3: mrd）（方言：Palpa, Syangja）